# Ligusticum rockii
Ligusticum rockii är en flockblommig växtart som beskrevs av Minosuke Hiroe. Ligusticum rockii ingår i släktet strandlokor, och familjen flockblommiga växter. Inga underarter finns listade i Catalogue of Life.